# Poa albescens
Poa albescens är en gräsart som beskrevs av Albert Spear Hitchcock. Poa albescens ingår i släktet gröen, och familjen gräs. Inga underarter finns listade i Catalogue of Life.